# Postaw na milion
Postaw na milion – polski teleturniej oparty na formacie The Money Drop emitowany na antenach Telewizji Polskiej od 2011 roku. Jego prowadzącym jest Łukasz Nowicki.

## Zasady gry
Aby wziąć udział w teleturnieju, należy wypełnić formularz zgłoszeniowy na oficjalnej stronie programu, obserwować profil programu na portalu społecznościowym Facebook oraz czekać na maila zwrotnego od redakcji programu. Nagrania programu realizowane są w studiu S-3 TVP3 Kraków na krakowskim Łęgu.
Wszystkie podstawowe zasady teleturnieju wzorowane są na regułach brytyjskiego odpowiednika – The Million Pound Drop.
Do każdej gry przystępuje dwoje graczy, zazwyczaj członków rodziny bądź przyjaciół. Aby wygrać pieniądze, muszą odpowiedzieć na osiem pytań. W żadnym momencie gry nie mogą się z niej wycofać z posiadanymi pieniędzmi. Przed każdym pytaniem wybierają jedną z dwóch podanych kategorii.
Gra odbywa się na stole z czterema zapadniami. Każdej z nich przypisany jest jeden możliwy wariant odpowiedzi. Uczestnicy wybierają odpowiedź, którą uważają za prawidłową, umieszczając pliki pieniędzy na przyporządkowanej do odpowiedzi zapadni. Jeżeli nie są pewni odpowiedzi, mogą rozdzielać pieniądze na kilka zapadni, pamiętając jednak, żeby zawsze co najmniej jedna zapadnia pozostała pusta (tzn. żeby przynajmniej jedna odpowiedź była nieobstawiona). Za każdym razem na zastanowienie się i rozmieszczenie pieniędzy mają jedną minutę. W pytaniach 1–4 aktywne są wszystkie cztery zapadnie, więc do wyboru są cztery odpowiedzi. W pytaniach 5–7 aktywne są trzy zapadnie, czyli uczestnicy wybierają odpowiedzi spośród trzech możliwych. W 8. pytaniu aktywne pozostają tylko dwie zapadnie, a uczestnicy obstawiają całą kwotę na jedną z nich, drugą pozostawiając pustą.
Po upływie czasu zapadnie z błędnymi odpowiedziami otwierają się i położone na nich pieniądze przepadają. W ten sposób zostaje tylko kwota obstawiona na właściwą odpowiedź.
Od dziewiątej serii zawodnicy mają możliwość jednorazowego skorzystania z dodatkowych 30 sekund. Chęć użycia pomocy sygnalizują po upływie regulaminowej minuty. Mogą wtedy zmienić rozłożenie pieniędzy na zapadniach.
W seriach 6–9 uczestnicy mogli brać udział w programie również w czwórkach. Zawsze jednak na pytanie mogło odpowiadać tylko dwoje zawodników (pozostała dwójka znajdowała się w specjalnym pokoju za kulisami). Dodatkowo drużyna nie wybierała kategorii, te były im narzucane. Decydowali jedynie, kto będzie się mierzył z danym pytaniem. Zawodnicy mogli wymienić gracza dwukrotnie, ale zawsze na tego, który jeszcze nie odpowiadał.

## Emisja programu
Pierwsze 17 serii programu nadawano premierowo na antenie TVP2. W sierpniu 2019 roku Telewizja Polska podjęła decyzję o przeniesieniu emisji programu do TVP1, począwszy od serii 18. Po wyemitowaniu pierwszego odcinka 20. serii (na antenie TVP1) premiery programu powróciły do TVP2.
Do 17. serii program emitowano wyłącznie w telewizji, natomiast za pośrednictwem Internetu można było obejrzeć tylko Kulisy, nadawane także po właściwym wydaniu teleturnieju (do 15. serii włącznie emitowano je przed programem, następnie zamieniono je miejscami z zasadniczym odcinkiem, później emitowano je tego samego dnia, ale wczesnym popołudniem, wkrótce zrezygnowano z ich emisji). Od serii 18. (odc. 206) zasadnicze odcinki teleturnieju nadawca udostępnia w serwisie TVP VOD (po ich pierwszej emisji telewizyjnej, w trakcie ich pierwszej emisji telewizyjnej lub w momencie planowego bądź faktycznego rozpoczęcia ich pierwszej emisji telewizyjnej), a Kulisy nie pojawiają się przy głównych wydaniach teleturnieju.

### Spis serii
Uwaga: tabela zawiera informacje odnoszące się wyłącznie do pierwszych emisji telewizyjnych głównych wydań programu.
| Seria                      | Seria           | Odcinki      | Pierwsza emisja telewizyjna (TVP1 / TVP2) | Pierwsza emisja telewizyjna (TVP1 / TVP2) | Pierwsza emisja telewizyjna (TVP1 / TVP2) | Pierwsza emisja telewizyjna (TVP1 / TVP2)        | Pierwsza emisja telewizyjna (TVP1 / TVP2) | Źródło       |
| Seria                      | Seria           | Odcinki      | Sezon                                     | Początek emisji                           | Koniec emisji                             | Pora emisji                                      | Stacja telewizyjna                        | Źródło       |
| -------------------------- | --------------- | ------------ | ----------------------------------------- | ----------------------------------------- | ----------------------------------------- | ------------------------------------------------ | ----------------------------------------- | ------------ |
|                            | 1.              | 1–13 (13)    | wiosna 2011                               | 5 marca 2011                              | 28 maja 2011                              | sobota 19.05                                     | TVP2                                      | [ 4 ]        |
|                            | 2.              | 14–25 (12)   | jesień 2011                               | 17 września 2011                          | 3 grudnia 2011                            | sobota 19.05                                     | TVP2                                      | [ 4 ]        |
|                            | 3.              | 26–37 (12)   | wiosna 2012                               | 10 marca 2012                             | 2 czerwca 2012                            | sobota 19.05                                     | TVP2                                      | [ 4 ]        |
|                            | 4.              | 38–49 (12)   | jesień 2012                               | 8 września 2012                           | 24 listopada 2012                         | sobota 19.05                                     | TVP2                                      | [ 4 ]        |
|                            | 5.              | 50–61 (12)   | wiosna 2013                               | 2 marca 2013                              | 18 maja 2013                              | sobota 19.05                                     | TVP2                                      | [ 4 ]        |
|                            | 6.              | 62–73 (12)   | jesień 2013                               | 7 września 2013                           | 23 listopada 2013                         | sobota 19.05                                     | TVP2                                      | [ 4 ]        |
|                            | 7.              | 74–85 (12)   | wiosna 2014                               | 1 marca 2014                              | 24 maja 2014                              | sobota 19.05                                     | TVP2                                      | [ 4 ]        |
|                            | 8.              | 86–97 (12)   | jesień 2014                               | 6 września 2014                           | 29 listopada 2014                         | sobota 19.05                                     | TVP2                                      | [ 4 ]        |
|                            | 9.              | 98–109 (12)  | wiosna 2015                               | 7 marca 2015                              | 23 maja 2015                              | sobota 19.05                                     | TVP2                                      | [ 4 ]        |
|                            | 10.             | 110–121 (12) | jesień 2015                               | 5 września 2015                           | 21 listopada 2015                         | sobota 19.05                                     | TVP2                                      | [ 4 ]        |
|                            | 11.             | 122–133 (12) | wiosna 2016                               | 5 marca 2016                              | 21 maja 2016                              | sobota 19.05                                     | TVP2                                      | [ 4 ]        |
|                            | 12.             | 134–145 (12) | jesień 2016                               | 3 września 2016                           | 19 listopada 2016                         | sobota 19.05                                     | TVP2                                      | [ 4 ]        |
|                            | 13.             | 146–157 (12) | wiosna 2017                               | 4 marca 2017                              | 20 maja 2017                              | sobota 19.05                                     | TVP2                                      | [ 4 ]        |
|                            | 14.             | 158–169 (12) | jesień 2017                               | 2 września 2017                           | 18 listopada 2017                         | sobota 19.05                                     | TVP2                                      | [ 4 ]        |
|                            | 15.             | 170–181 (12) | wiosna 2018                               | 3 marca 2018                              | 12 maja 2018                              | sobota 18.40                                     | TVP2                                      | [ 4 ]        |
|                            | 16.             | 182–193 (12) | jesień 2018                               | 1 września 2018                           | 17 listopada 2018                         | sobota 18.35                                     | TVP2                                      | [ 4 ]        |
|                            | 17.             | 194–205 (12) | wiosna 2019                               | 2 marca 2019                              | 8 czerwca 2019                            | sobota 18.35                                     | TVP2                                      | [ 4 ]        |
|                            | 18.             | 206–217 (12) | jesień 2019                               | 21 września 2019                          | 28 grudnia 2019                           | sobota 18.30                                     | TVP1                                      | [ 4 ]        |
|                            | 19.             | 218–229 (12) | wiosna 2020                               | 29 lutego 2020                            | 16 maja 2020                              | sobota 18.25                                     | TVP1                                      | [ 4 ]        |
|                            | 20.             | 230–241 (12) | jesień 2020                               | 12 września 2020                          | 27 listopada 2020                         | sobota 17.30 (12 września 2020)                  | TVP1                                      | [ 4 ]        |
| \|                         | 20.             | 230–241 (12) | jesień 2020                               | 12 września 2020                          | 27 listopada 2020                         | piątek 20.45 (od 18 września do 18 grudnia 2020) | TVP2                                      | [ 4 ]        |
| \|                         | 21.             | 242–254 (13) | zima 2020/2021                            | 4 grudnia 2020                            | 27 lutego 2021                            | piątek 20.45 (od 18 września do 18 grudnia 2020) | TVP2                                      | [ 4 ]        |
| \|                         | 21.             | 242–254 (13) | zima 2020/2021                            | 4 grudnia 2020                            | 27 lutego 2021                            | piątek 15.15 (25 grudnia 2020)                   | TVP2                                      | [ 4 ]        |
| \|                         | 21.             | 242–254 (13) | zima 2020/2021                            | 4 grudnia 2020                            | 27 lutego 2021                            | piątek 20.55 (od 8 stycznia do 26 lutego 2021)   | TVP2                                      | [ 4 ]        |
| \|                         | 21.             | 242–254 (13) | zima 2020/2021                            | 4 grudnia 2020                            | 27 lutego 2021                            | sobota 18.30 (od 27 lutego 2021)                 | TVP2                                      | [ 4 ]        |
|                            | 22.             | 255–266 (12) | wiosna 2021                               | 6 marca 2021                              | 22 maja 2021                              | sobota 18.30 (od 27 lutego 2021)                 | TVP2                                      | [ 4 ]        |
|                            | 23.             | 267–279 (13) | jesień 2021                               | 4 września 2021                           | 20 listopada 2021                         | sobota 18.30 (od 27 lutego 2021)                 | TVP2                                      | [ 4 ]        |
| 25 grudnia 2021            | 25 grudnia 2021 | 267–279 (13) | jesień 2021                               | sobota 15.15                              |                                           |                                                  | TVP2                                      | [ 4 ]        |
|                            | 24.             | 280–291 (12) | wiosna 2022                               | 26 lutego 2022                            | 21 maja 2022                              | sobota 18.30 (do 30 kwietnia)                    | TVP2                                      | [ 4 ]        |
| sobota 18.45 (od 7 maja)   | 24.             | 280–291 (12) | wiosna 2022                               | 26 lutego 2022                            | 21 maja 2022                              |                                                  | TVP2                                      | [ 4 ]        |
|                            | 25.             | 292–304 (13) | jesień 2022                               | 3 września 2022                           | 26 listopada 2022                         | sobota 18.45                                     | TVP2                                      | [ 4 ]        |
| 26 grudnia 2022            | 26 grudnia 2022 | 292–304 (13) | jesień 2022                               | poniedziałek 15.15                        |                                           |                                                  | TVP2                                      | [ 4 ]        |
|                            | 26.             | 305–316 (12) | wiosna 2023                               | 5 marca 2023                              | 19 maja 2023                              | niedziela 20.00 (do 26 marca)                    | TVP2                                      | [ 4 ]        |
| piątek 20.50 (od 31 marca) | 26.             | 305–316 (12) | wiosna 2023                               | 5 marca 2023                              | 19 maja 2023                              |                                                  | TVP2                                      | [ 4 ]        |
|                            | 27.             | 317–329 (13) | jesień 2023                               | 31 sierpnia 2023                          | 16 listopada 2023                         | czwartek 20.50                                   | TVP2                                      | [ 4 ]        |
| 25 grudnia 2023            | 25 grudnia 2023 | 317–329 (13) | jesień 2023                               | poniedziałek 15.20                        |                                           |                                                  | TVP2                                      | [ 4 ]        |
|                            | 28.             | 330–341 (12) | wiosna 2024                               | 7 marca 2024                              | 23 maja 2024                              | czwartek 20.50                                   | TVP2                                      | [ 4 ]        |
|                            | 29.             | 342–354 (13) | jesień 2024                               | 6 września 2024                           | 29 listopada 2024                         | piątek 20.45                                     | TVP2                                      | [ 4 ]        |
| 25 grudnia 2024            | 25 grudnia 2024 | 342–354 (13) | jesień 2024                               | środa 15.20                               |                                           |                                                  | TVP2                                      | [ 4 ]        |
|                            | 30.             | 355–366 (12) | wiosna 2025                               | 14 marca 2025                             | 6 czerwca 2025                            | piątek 20.45                                     | TVP2                                      | [ 4 ] [ 12 ] |
|                            | 31.             |              | jesień 2025                               |                                           |                                           |                                                  |                                           |              |

## Oglądalność w telewizji linearnej
Informacje dotyczące oglądalności oparto na badaniach przeprowadzonych przez Nielsen Audience Measurement i dotyczą one wyłącznie oglądalności pierwszej emisji telewizyjnej – nie uwzględniają oglądalności powtórek, wyświetleń w serwisach wideo na życzenie (np. TVP VOD) itd.
Pierwszą serię teleturnieju (emitowaną wiosną 2011) oglądało średnio 1,55 mln widzów, co przełożyło się na 12,4% udziału w rynku telewizyjnym w paśmie emisji, natomiast drugą (jesienną) już 2,11 mln, co przełożyło się na wzrost udziału w paśmie do 15,75%. Szósta i siódma seria przyciągnęły przed telewizory po około 1,45 mln osób, przy udziałach 11,6% dla szóstej serii i 10,45% dla siódmej. Początek 13. serii obejrzało ok. 1,3 mln widzów (ok. 8–9% udziału). Trzy pierwsze odcinki 15. serii zobaczyło średnio 1,36 mln osób (9,5% udziału).
Pierwsze pięć premierowych odcinków 18. serii (czyli po przeniesieniu teleturnieju do TVP1 oraz włączeniu go do oferty TVP VOD) obejrzało średnio 1,21 mln widzów (10,4% udziału w paśmie). Było to o 140 tys. osób więcej niż w październiku poprzedniego roku. Zmiana anteny wzmocniła pasmo Jedynki, ale też osłabiła wyniki Dwójki w tym samym czasie. Wzrost oglądalności przedłużył się do kolejnej serii, której pierwszą połowę oglądało średnio 1,37 mln widzów (10,1%).
We wrześniu 2020 roku nastąpiły: zmiana pory emisji teleturnieju, a także powrót do nadawania na pierwotnej stacji. Pierwszy odcinek (wyemitowany w sobotę o 17.30 na antenie TVP1) obejrzało nieco ponad 756 tysięcy osób (10,8%), a dwa następne odcinki (nadane w piątki o 20.45 przez TVP2) kolejno 893 tysiące (6,83%) i 896 tysięcy (6,6%) widzów.
Po kolejnej zmianie pasma w marcu 2021 roku pierwsze trzy premierowe wydania 22. serii teleturnieju (emitowane w soboty o 18.30) oglądało kolejno 665 tys., 885 tys., 948 tys. widzów (przy średnim udziale na poziomie 6,5%).
Trzy pierwsze odcinki 26. serii (po przeniesieniu premier do niedzielnego pasma, przed przeniesieniem do ramówki piątkowej) oglądało średnio 881 tys. widzów; całą serię zaś (z wyłączeniem odcinka nadanego 8 kwietnia) – 857 tys. widzów (SHR 6,7%).
Pięć pierwszych odcinków 27. serii (po przeniesieniu premier na czwartkowe wieczory) oglądało średnio 537 tys. widzów (SHR 4,45%); podobną widownię przyciągnęły powtórki programu pokazywane w niedziele o 20.00..
Średnia widownia wszystkich odcinków 28. serii programu wyniosła 665 tys. osób (SHR 5,7%).
W okresie od 6 września do 11 października 2024, po zmianie pasma emisji na piątkowe wieczory, teleturniej oglądało średnio 556 tys. widzów (SHR 4,9%).
Trzydziestą serię programu śledziło średnio 617 tys. widzów (SHR 5,3%).

## Oprawa teleturnieju
Scenografia
Scenografię programu wzorowano na oryginalnej, brytyjskiej wersji. Polska scenografia różni się m.in. tym, że zbudowano ją na planie koła. Podczas rozmów wstępnych z uczestnikami i po zakończeniu rozgrywki dominującym kolorem w studio jest czerwień. Na czas gry podświetlenie zmienia kolor na niebieski, a w trakcie rozkładania pieniędzy charakterystyczne ruchy wykonują białawe wiązki światła. Gdy zawodnicy używają dodatkowych 30 sekund, tło studia podświetla się na niebiesko, lecz reflektory świecą światłem zielonym.
Logo
Logo programu wzorowane jest na oryginale brytyjskim. Przedstawia ono przezroczystą walizkę z ułożonym w kilkunastu plikach milionem złotych, na której spoczywa napis „Postaw na milion”.
Muzyka
Oryginalną ścieżkę dźwiękową formatu skomponował Marc Sylvan.

## Gra planszowa „Postaw na milion”
Firma Ravensburger wydała grę planszową „Postaw na milion”, która była również nagrodą dodatkową dla uczestników (serie od 2 do około 10 i od 14 do 17). Dostępna jest w dwóch rodzajach: standardowej i rozszerzonej. Ta druga zawiera możliwość rozłożenia planszy w taki sposób, aby wyciągając kartonik, pieniądze spadały pod planszę. W wersji podstawowej usuwane pliki należy zsuwać dłonią.

## Rekordy i sytuacje nadzwyczajne
Rekordy
- Najwyższa wygrana przez uczestników suma pieniędzy to 300 000 złotych. Kwotę tę ocaliły panie Marta i Joanna (seria 1., odcinek 7.).
- Najwyższą sumą pieniędzy, o jaką uczestnicy grali w finale – przy ósmym pytaniu – było 375 000 złotych, lecz kwota ta nie została ocalona (seria 1., odcinek 11.).
- Cały milion najdłużej pozostał w grze do szóstego pytania. Na tym pytaniu jednak para straciła wszystkie pieniądze (seria 2., odcinek 5.).

Sytuacje nadzwyczajne
- Seria 3., odcinek 2.: na planie programu znajdowała się podopieczna graczy poruszająca się na wózku inwalidzkim; w czasie gry przebywała przy uczestniczkach i prowadzącym.
- Seria 5., odcinek 1.: przy sprawdzaniu odpowiedzi na jedno z pytań przez pomyłkę twórców programu zapadnia przypisana do poprawnej odpowiedzi została otwarta, a zapadnia przypisana do błędnej odpowiedzi pozostała zamknięta. Uczestnicy położyli część pieniędzy na zapadni, która omyłkowo pozostała zamknięta, w wyniku czego grali dalej i zakończyli grę z kwotą 50 000 zł. Po emisji programu, jako że gracze nie obstawili żadnych pieniędzy na faktycznie poprawną odpowiedź, wypłatę wygranej anulowano. W ramach rekompensaty organizatorzy zafundowali parze wymarzoną wycieczkę do Paryża[29].
- Seria 6., odcinek 7.: prowadzący rozmawiał z zawodnikami na temat pytania, na które zdążyli już odpowiedzieć, a do którego nie ujawniono jeszcze poprawnej odpowiedzi. Gospodarz powiedział uczestnikom, że mogą zabrać z powrotem pieniądze, wyprzedzając  otwieranie zapadni. Sytuacja nie została pokazana w odcinku, ale została opublikowana na kanale producenta w serwisie YouTube jako wpadka podczas nagrania[30].
- Seria 14., odcinek 11.: uczestniczki rozłożyły pieniądze na wszystkie cztery zapadnie, co jest niezgodne z zasadami gry; ponadto jedna z uczestniczek zatrzymała w dłoniach jedną paczkę gotówki. Pieniądze z rąk uczestniczki – jako nieobstawione na żadną z odpowiedzi – przepadły, tak samo jak wszystkie pieniądze z jednej, wybranej przez zawodniczki, zapadni (razem 200 000 zł). Poprawną odpowiedzią na to pytanie był wariant, z którego uczestniczki zdecydowały się zabrać pieniądze.
- Seria 19., odcinek 3.: odpowiedziawszy poprawnie na pytanie, para zawodników zaczęła zdejmować pieniądze z zapadni, ale przypadkowo jedna z paczek spadła przez otwór obok. Plik z pieniędzmi przyniósł z powrotem na górę jeden z ochroniarzy. Podobna sytuacja wydarzyła się w jeszcze kilku następnych odcinkach.
- Parokrotnie zdarzyło się, że pieniądze rozłożone na zapadni nie spadły w całości po jej otwarciu i część z nich zatrzymała się na stole. W tej sytuacji prowadzący podchodzi do blatu i ręcznie zsuwa gotówkę do otworu.
- Nagrania 20. serii teleturnieju ze względu na pandemię COVID-19 odbywały się bez udziału publiczności (z wyjątkiem osób towarzyszących uczestnikom).
- Seria 28., odcinek 2.: przy pytaniu o nazwę bandery pirackiej uczestniczki nie obstawiły żadnej odpowiedzi, mając zamiar zrobić to w czasie dodatkowych 30 sekund, z których mogłyby skorzystać, gdyby położyły pieniądze na którejkolwiek zapadni. W wyniku niespełnienia wymogów przewidzianych przez regulamin teleturnieju pieniądze zostały wrzucone do zapadni przez prowadzącego.
- Seria 30., odcinek 1.: jeden z zawodników w ostatniej chwili chciał przełożyć plik pieniędzy z jednej zapadni na inną, ale przez to jedna z paczek zsunęła się z zapadni. Jako że gracze nie mieli już czasu na odłożenie tej paczki z powrotem na zapadnię, musiała ona zostać usunięta z gry (zawodnicy stracili tym samym 25 000 zł).

Odcinki specjalne
- W 100. odcinku do gry nie przystąpili nowi zawodnicy, lecz trzy pary uczestników, które we wcześniejszych wydaniach przegrały wysokie kwoty na finałowym pytaniu (było to wydanie typu „druga szansa”).
- W 200. odcinku uczestnikami byli Izabella Krzan i Stanisław Karpiel-Bułecka[31] oraz Alżbeta Lenska i Rafał Cieszyński. Obie pary grały na cel charytatywny.
- Nadano pięć odcinków bożonarodzeniowych z udziałem gwiazd i celebrytów grających na cel charytatywny:
  1. 25 grudnia 2020: Bartosz Gajda i Piotr Gumulec oraz Katarzyna Cichopek i Marcin Hakiel[32][33].
  2. 25 grudnia 2021: Barbara Tomkowiak i Adam Małczyk oraz Ida Nowakowska i Misha Kostrzewski[34].
  3. 26 grudnia 2022: Magdalena „Kajra” Kajrowicz-Zapała i Sławomir Zapała oraz Małgorzata Tomaszewska i Tomasz Kammel[35].
  4. 25 grudnia 2023: Lea Oleksiak i Dariusz Wieteska oraz Karolina Bielawska i Rafał Patyra.
  5. 25 grudnia 2024: Agnieszka Dziekan i Filip Antonowicz oraz Karol Dziuba i Filip Gurłacz.

## Statystyki gier
W pierwszych 15 seriach udział w programie wzięły 1044 osoby, a 75 razy (z uwzględnieniem pary, której wygraną unieważniono) gry zakończyły się zwycięstwem (wygrane na łączną sumę ponad 4 milionów złotych).
| Seria | Odcinki zwykłe | Odcinki zwykłe | Odcinki zwykłe   | Odcinki specjalne | Odcinki specjalne | Odcinki specjalne |
| Seria | Liczba gier    | Suma wygranych | Liczba zwycięstw | Liczba gier       | Suma wygranych    | Liczba zwycięstw  |
| ----- | -------------- | -------------- | ---------------- | ----------------- | ----------------- | ----------------- |
| 1.    | bd.            | 575 000 zł     | 4                | —                 | —                 | —                 |
| 2.    | bd.            | 400 000 zł     | 7                | —                 | —                 | —                 |
| 3.    | 25             | 350 000 zł     | 7                | —                 | —                 | —                 |
| 4.    | bd.            | 150 000 zł     | 5                | —                 | —                 | —                 |
| 5.    | 28             | 225 000 zł     | 3                | —                 | —                 | —                 |
| 6.    | 27             | 325 000 zł     | 7                | —                 | —                 | —                 |
| 7.    | 27             | 200 000 zł     | 5                | —                 | —                 | —                 |
| 8.    | 27             | 175 000 zł     | 1                | —                 | —                 | —                 |
| 9.    | 27             | 275 000 zł     | 7                | —                 | —                 | —                 |
| 10.   | 27             | 275 000 zł     | 6                | —                 | —                 | —                 |
| 11.   | 26             | 150 000 zł     | 3                | —                 | —                 | —                 |
| 12.   | 26             | 225 000 zł     | 6                | —                 | —                 | —                 |
| 13.   | 25             | 200 000 zł     | 4                | —                 | —                 | —                 |
| 14.   | 30             | 325 000 zł     | 5                | —                 | —                 | —                 |
| 15.   | 28             | 150 000 zł     | 4                | —                 | —                 | —                 |
| 16.   | 27             | 200 000 zł     | 6                | —                 | —                 | —                 |
| 17.   | 23             | 325 000 zł     | 5                | 2                 | 50 000 zł         | 1                 |
| 18.   | 26             | 300 000 zł     | 8                | —                 | —                 | —                 |
| 19.   | 27             | 225 000 zł     | 5                | —                 | —                 | —                 |
| 20.   | 26             | 300 000 zł     | 6                | —                 | —                 | —                 |
| 21.   | 24             | 275 000 zł     | 5                | 2                 | 50 000 zł         | 1                 |
| 22.   | 24             | 300 000 zł     | 5                | —                 | —                 | —                 |
| 23.   | 25             | 325 000 zł     | 6                | 2                 | 50 000 zł         | 1                 |
| 24.   | 27             | 375 000 zł     | 6                | —                 | —                 | —                 |
| 25.   | 26             | 350 000 zł     | 7                | 2                 | 50 000 zł         | 1                 |
| 26.   | 27             | 250 000 zł     | 5                | —                 | —                 | —                 |
| 27.   | 28             | 350 000 zł     | 6                | 2                 | 50 000 zł         | 1                 |
| 28.   | 26             | 350 000 zł     | 8                | —                 | —                 | —                 |
| 29.   | 25             | 275 000 zł     | 5                | 2                 | 50 000 zł         | 1                 |
| 30.   | 25             | 350 000 zł     | 7                | —                 | —                 | —                 |

Najwyższe wygrane
1. 300 000 zł:
  - seria 1., odcinek 7.;
2. 175 000 zł:
  - seria 8., odcinek 5.;
  - seria 27., odcinek 6.;
3. 150 000 zł:
  - seria 1., odcinek 5.;
  - seria 2., odcinek 5.;
  - seria 5., odcinek 4.;
  - seria 6., odcinek 7.;
  - seria 21., odcinek 5.